# Ếch Goliath
Ếch Goliath là loài ếch lớn nhất. Chúng là loài lưỡng cư. Con trưởng thành có thể dài 33 cm từ mõm đến mông và nặng đến 3 kg.
Chúng sống nhiều ở các khu rừng cận xích đạo của Tây Phi, nơi có những con sông chảy xiết và khu rừng rậm nhiệt đới, nóng ẩm quanh năm. Thức ăn của chúng gồm côn trùng, cá, chuột và các con ếch nhỏ hơn. Loài này có số lượng suy giảm nhanh do ô nhiễm môi trường và bị con người đánh bắt làm thực phẩm hoặc vật nuôi cảnh.
Loài ếch này có khả năng thính giác tốt, nhưng lại không kêu được vì chúng không có túi thanh quản. Trong mùa sinh sản những chú ếch đực Goliath sẽ giữ vai trò ấp trứng trong miệng và trong mỗi lứa đẻ, hàng ngàn nòng nọc con sẽ được sinh ra.

## Phân bố và môi trường sống
Ếch goliath thường được tìm thấy trong và gần dòng chảy sông với đáy cát ở Trung Phi n quốc gia của Cameroon và Guinea Xích Đạo. Những con sông này thường có nước trong và có nhiều oxy. Phạm vi thực tế của chúng kéo dài từ 200 km (120 mi) cuối cùng của lưu vực Sanaga ở Cameroon về phía bắc đến cuối cùng 50 km (31 mi) của lưu vực sông Benito ở Guinea Xích Đạo về phía nam. Các hệ thống sông nơi những con ếch này sống thường được tìm thấy ở những khu vực dày đặc, cực kỳ ẩm ướt với nhiệt độ tương đối cao.

## Hình ảnh

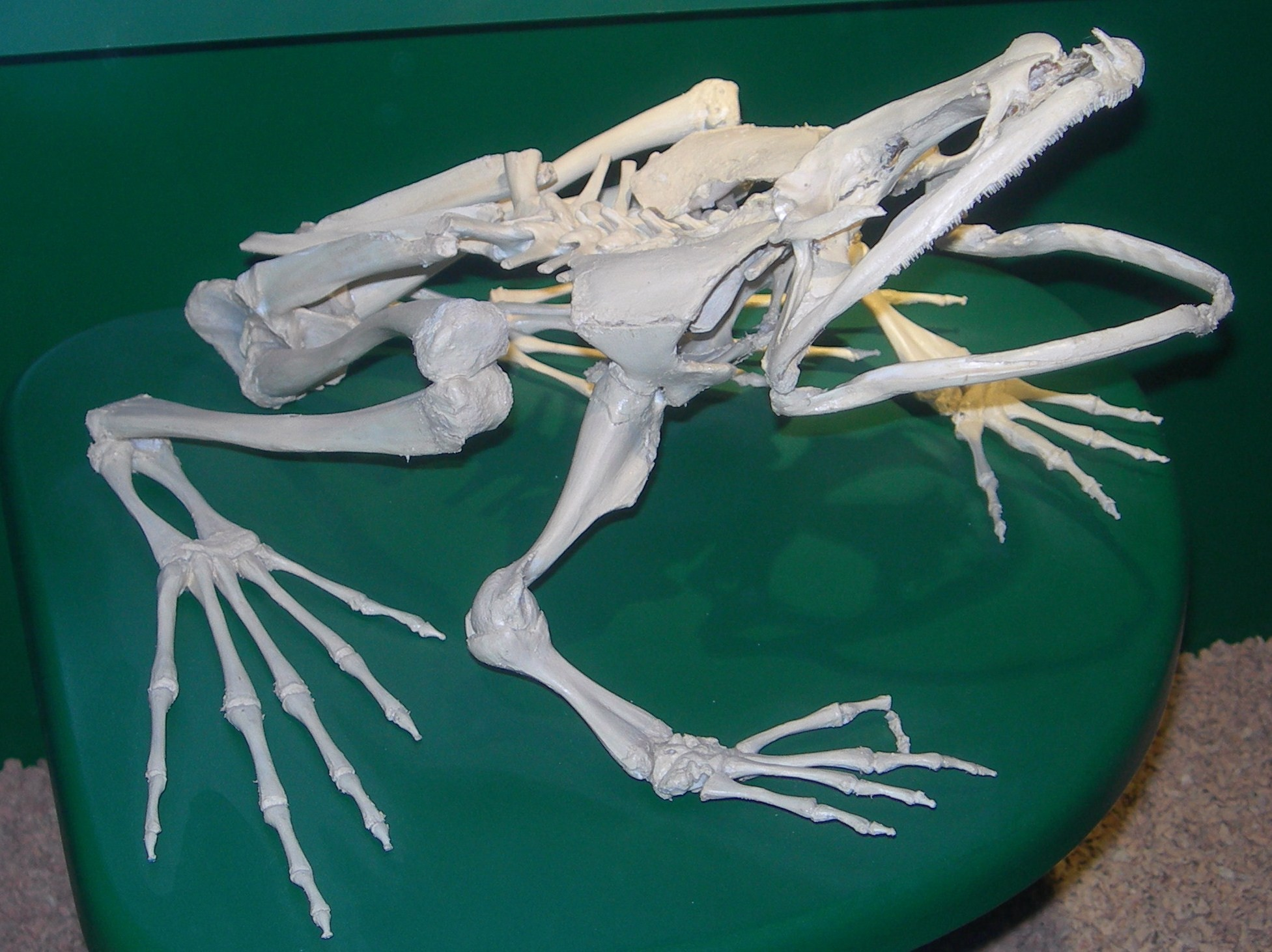
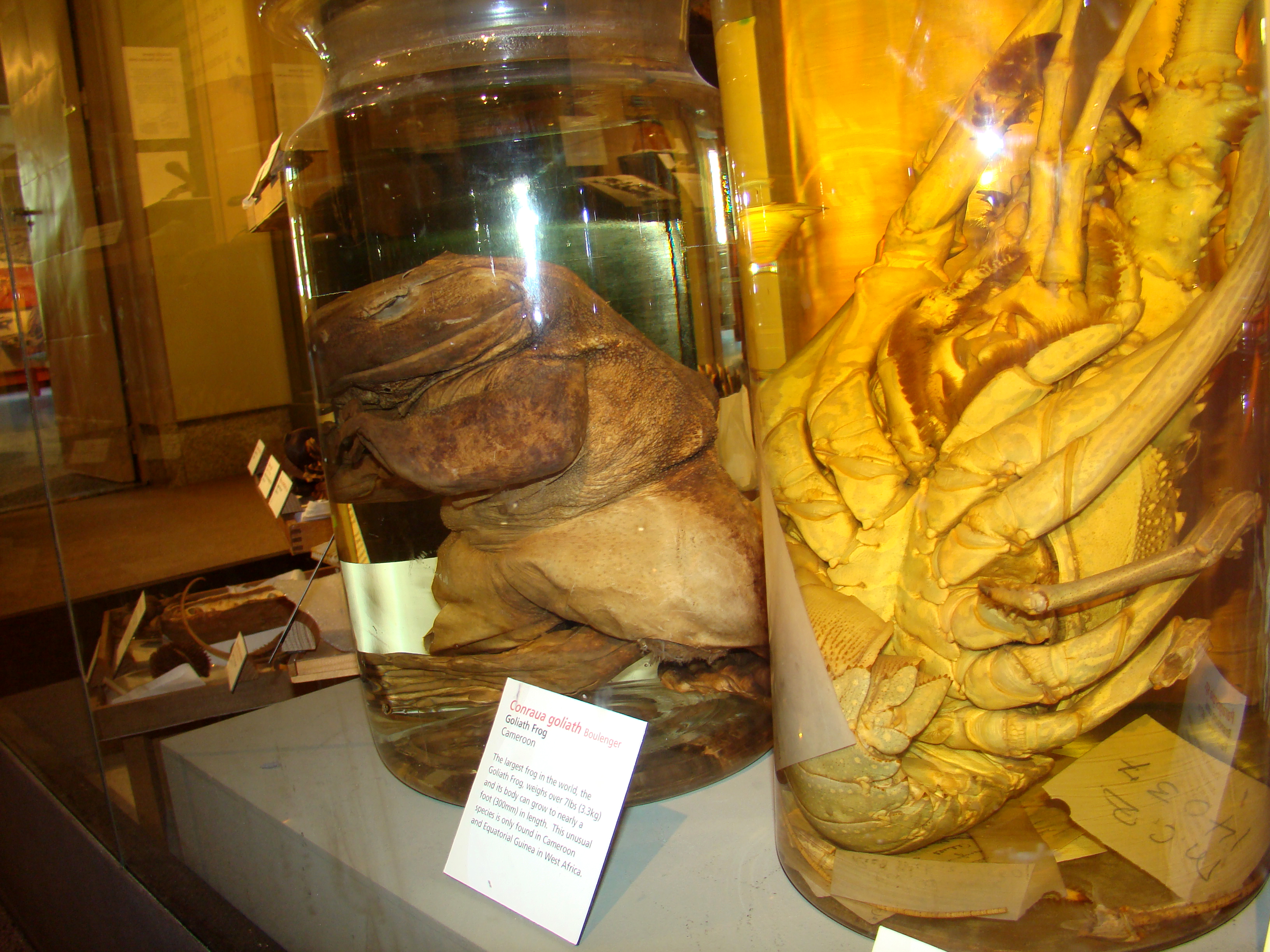
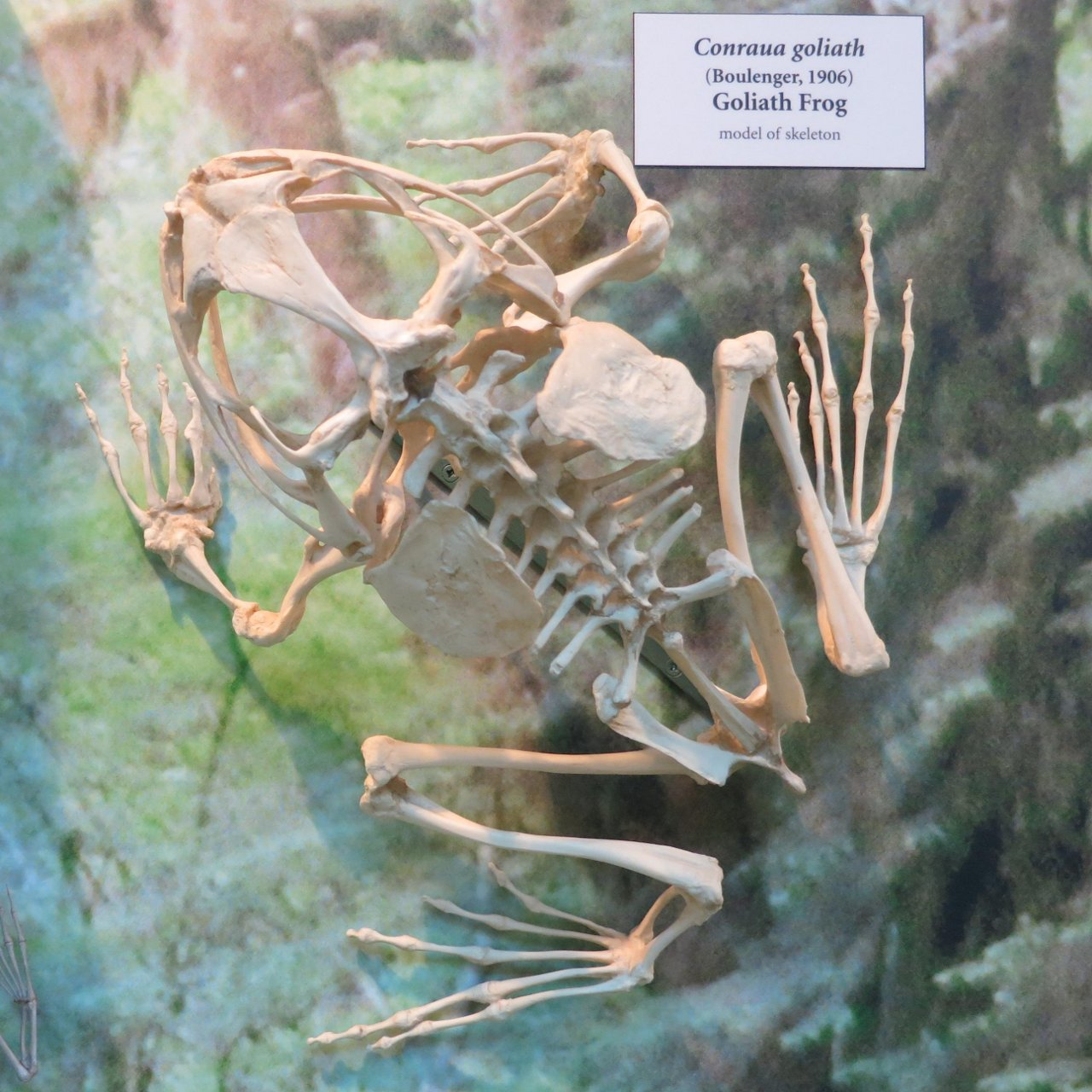
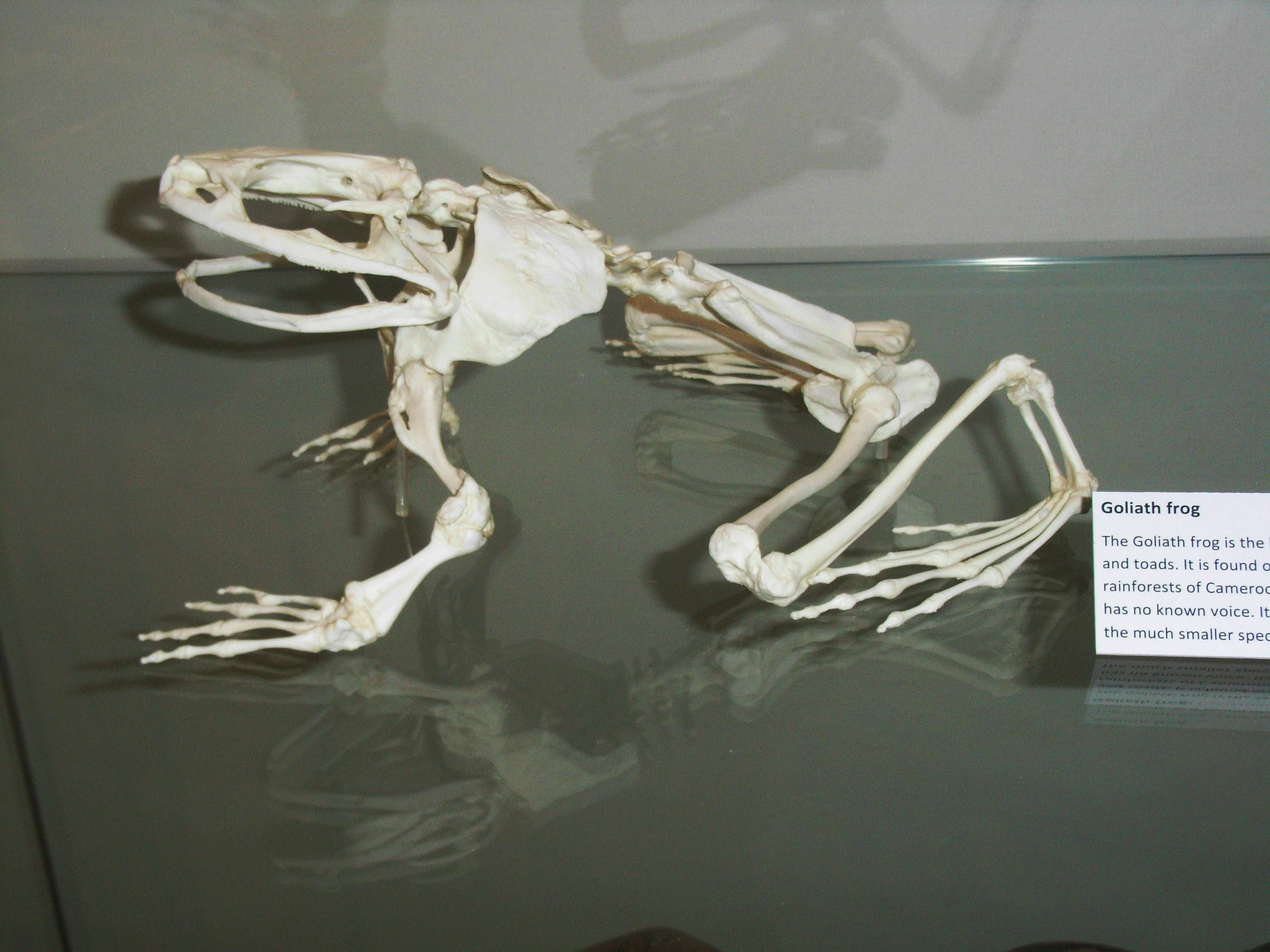